# Mondsonde
Als Mondsonde wird eine Raumsonde bezeichnet, deren Ziel (in der Regel) die wissenschaftliche Erforschung des Erdmondes ist. Dabei wird unterschieden zwischen
- Vorbeiflugsonden (vor allem Sonden in den ersten Jahren der Raumfahrt)
- Orbitern (die auf eine Mondumlaufbahn einschwenken) – Mondsatelliten
- Landesonden (siehe auch weiche Landung)
- Mondrovern (auf dem Mond umherfahrende Roboter).

Die ersten erfolgreichen Mondsonden waren die drei sowjetischen Lunik-Missionen (Lunik 1–3, 1959), wovon mit der zweiten eine gezielte harte Landung auf der Mondoberfläche gelang und die dritte erstmals die Mondrückseite fotografierte, sowie die US-amerikanische Pioneer 4 (1959) mit einem geplanten Vorbeiflug am Mond in etwa 60.000 km Abstand. Die sieben bereits 1958 gestarteten SU- und US-Sonden versagten noch alle, meist durch Explosion der Trägerrakete.

## Mondsonden mit neuen Techniken
Raumfahrtgeschichte und Astronomiegeschichte schrieben vor allem:
- die Sonden Ranger 7–9 (1964/65), die vor der harten Landung erste Nahaufnahmen funkten
- Luna 9 und Luna 10/11 (1966): erste sanfte Landung bzw. Mondumkreisung
- Lunar Orbiter 1–5 (ab 1966): erste komplette selenografische Kartierung
- Surveyor 1–7 (1966–68), spezielle Bodenuntersuchungen in mehreren Mondregionen
- einige Kosmos-Mondsonden der Serie 300
- die Mondrover Lunochod 1 (1970/71) und Lunochod 2 (1973) der Sonden Luna 17 und 21, sowie
- Luna 16, 20 und 24 (1970/72/76), erste automatische Rückführung von Mondgestein („sample return“)
- zwei US-Sonden der 1990er (Clementine und Lunar Prospector)
- und die ESA-Sonde SMART-1 (2003) – erstmals mit Ionenantrieb

Mit Kaguya und Chang’e 1 traten 2007 erstmals Japan und China auf den Plan; 2008 folgte Indien mit Chandrayaan-1. Weitere bedeutende Mondsonden sind:
- der Lunar Reconnaissance Orbiter, welcher seit 2009 die Mondoberfläche kartografiert
- Chang’e 4 mit dem Rover Jadehase 2, der seit 2019 die Mondrückseite erkundet
- Chang’e 5 (2020) mit der ersten Probenrückführung seit 44 Jahren und dem ersten automatischen Koppelmanöver im Mondorbit

Geplante Neuerungen in den kommenden Jahren sind vor allem privat betriebene Mondlander, Miniatursonden im Cubesat-Format und Erkundungmissionen in die Südpolregion des Mondes.

## Verlauf der Missionen seit 1990

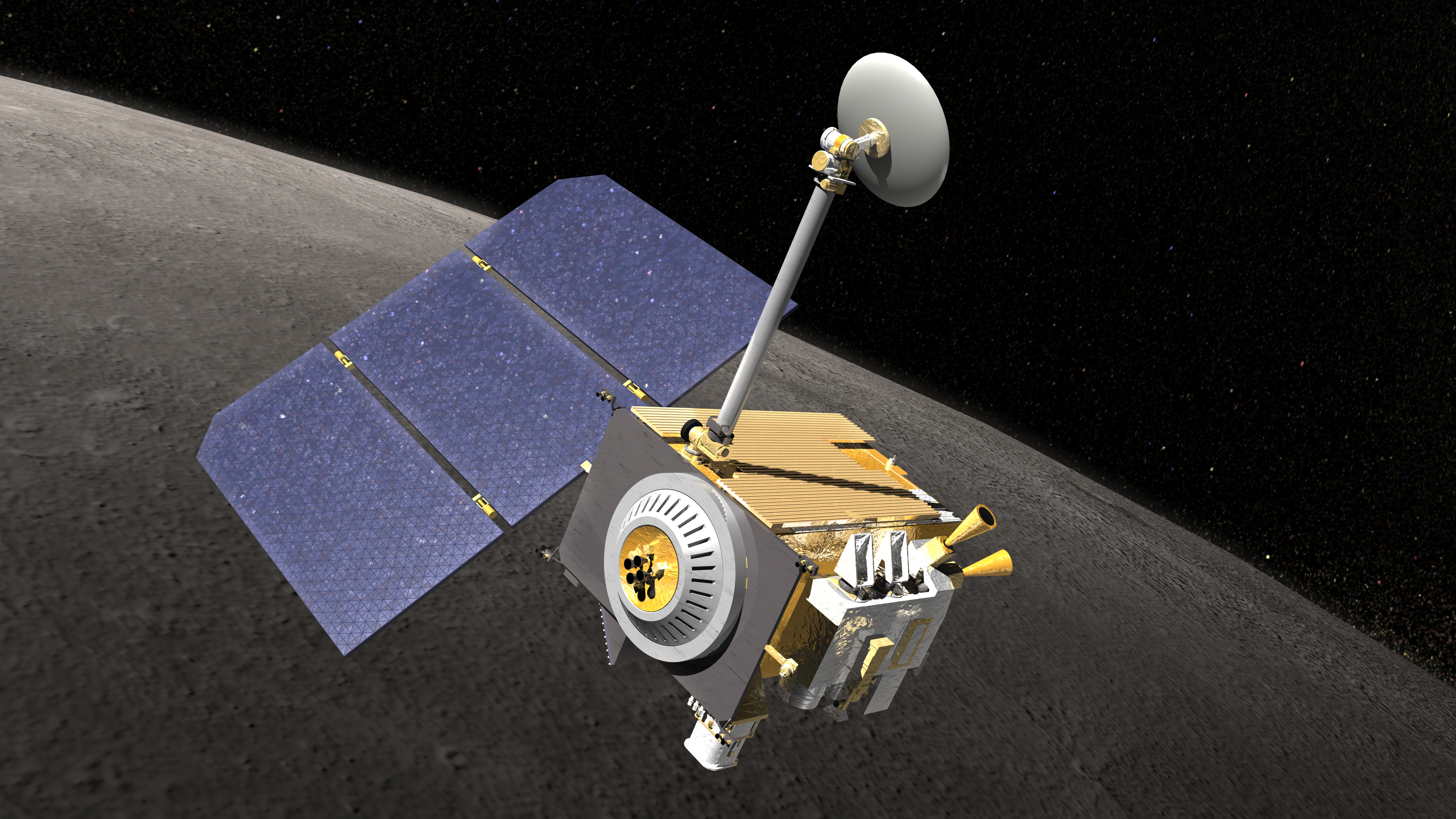
Darstellung des LRO

Nach einer Pause in der gesamten Mondraumfahrt von gut 13 Jahren startete am 24. Januar 1990 die japanische Experimentalsonde Hiten ohne wissenschaftliche Nutzlast. Sie setzte am 19. März desselben Jahres in einer Mondumlaufbahn die Tochtersonde Hagoromo aus, schwenkte am 15. Februar 1992 selbst in einen Mondorbit ein und schlug am 10. April 1993 auf den Mond auf.
Am 25. Januar 1994 startete die US-amerikanische Raumsonde Clementine zum Mond, um dort neue Geräte und Instrumente zu testen. Am 19. Februar 1994 erreichte sie eine polare Mondumlaufbahn und kartierte von dort aus etwa 95 % der Mondoberfläche. Neben den zahlreichen Fotografien lieferte sie Hinweise auf Vorkommen von Wassereis am lunaren Südpol. Im Mai desselben Jahres vereitelte eine fehlerhafte Triebwerkszündung den geplanten Weiterflug zum Asteroiden Geographos. Die Sonde ist seit Juni 1994 außer Betrieb.
Am 11. Januar 1998 erreichte die US-amerikanische Mondsonde Lunar Prospector eine polare Mondumlaufbahn, um an den Polen den Hinweisen auf Wassereis nachzuforschen. Zusätzlich maß sie auch das lunare Schwerefeld des Mondes für eine globale Schwerefeldkarte. Am 31. Juli 1999 endete die Mission mit einem geplanten Aufschlag in der Nähe des lunaren Südpols, um in der ausgeworfenen Partikelwolke von der Erde aus Wassereis nachweisen zu können; dieser Nachweis gelang jedoch nicht.
Als erste Mondsonde der ESA testete SMART-1 neue Techniken und erreichte am 15. November 2004 eine Mondumlaufbahn. Von dort suchte sie nach Wassereis, fotografierte die Mondoberfläche und untersuchte hauptsächlich deren chemische Zusammensetzung. Die Sonde schlug planmäßig am 3. September 2006 auf dem Mond ein, was von der Erde aus beobachtet werden konnte.
Am 3. Oktober 2007 erreichte die japanische Sonde Kaguya den Mond und schwenkte in eine polare Umlaufbahn ein. Der Orbiter hatte zwei Hilfssatelliten in jeweils eigene Mondorbits ausgesetzt: Ein VRAD-Satellit diente erdgebundenen VLBI-Messungen und ein Relaissatellit sorgte für die Weiterleitung der Funksignale. Die Beobachtung des Mondes begann Mitte Dezember 2007 und endete am 10. Juni 2009 mit Kaguyas vorgesehenem Aufschlag.
Am 24. Oktober 2007 startete die Volksrepublik China ihre erste Mondsonde Chang’e 1. Chang’e 1 erreichte den Mond am 5. November, und umkreiste ihn über die Pole für etwa ein Jahr. Sie analysierte die Mondgesteine spektroskopisch und kartografierte die Mondoberfläche dreidimensional, wobei auch erstmals eine umfassende Mikrowellenkarte des Mondes entstand, die auch Bodenschätze anzeigt. Chang’e-1 schlug am 1. März 2009 gezielt auf dem Mond auf (siehe auch: Mondprogramm der Volksrepublik China). Die ursprüngliche Ersatzsonde von Chang’e 1 wurde zur Nachfolgesonde Chang’e 2. Sie umkreiste den Mond vom 6. Oktober 2010 bis zum 9. Juni 2011 und bereitete die weiche Landung für Chang’e 3 vor.
Der Start der indischen Mondsonde Chandrayaan-1, und damit der ersten Raumsonde Indiens, erfolgte am 22. Oktober 2008. Sie hatte zu Beginn ihrer Mission am 14. November aus ihrer polaren Umlaufbahn einen Lander in der Nähe des lunaren Südpols hart aufschlagen lassen. Mit Instrumenten aus verschiedenen Ländern sollte unter anderem eine mineralogische, eine topografische und eine Höhenkarte des Mondes erstellt werden. Der Kontakt brach jedoch am 29. August 2009 vorzeitig ab. Die Mission sollte ursprünglich zwei Jahre dauern.
Am 23. Juni 2009 um 9:47 UTC schwenkte der Lunar Reconnaissance Orbiter (LRO) der NASA auf eine polare Umlaufbahn ein, um den Mond in einer Höhe von 50 km mindestens ein Jahr lang zu umkreisen und dabei Daten für die Vorbereitung zukünftiger Landemissionen zu gewinnen. Die Geräte der US-amerikanischen Sonde liefern die Basis für hochaufgelöste Karten der gesamten Mondoberfläche (Topografie, Orthofotos mit 50 cm Auflösung, Indikatoren für Vorkommen von Wassereis) und Daten zur kosmischen Strahlenbelastung. Es wurden 5185 Krater mit einem Durchmesser von mindestens 20 km erfasst. Aus deren Verteilung und Alter wurde geschlossen, dass bis vor 3,8 Milliarden Jahren hauptsächlich größere Brocken den Mond trafen, danach vorwiegend kleinere. Die Raumsonde LRO entdeckte auch Grabenstrukturen auf der Mond-Rückseite. Wann die Mission enden soll, ist noch nicht bekannt.
Mit derselben Trägerrakete wurde auch der Lunar Crater Observation and Sensing Satellite (LCROSS) zum Mond geschickt. Er schlug am 9. Oktober im Krater Cabeus nahe dem Südpol ein. Der Satellit bestand aus zwei Teilen, der ausgebrannten Oberstufe der Rakete, die einen Krater erzeugte, und der einige Zeit vor dem Einschlag abgekoppelten Geräteeinheit, die die aufgeworfene Partikelwolke insbesondere in Hinsicht auf Wassereis analysierte, bevor sie vier Minuten später ebenfalls aufschlug.

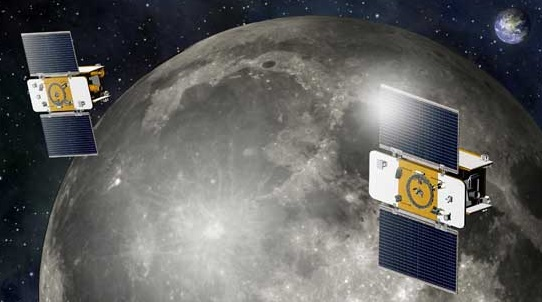
Darstellung der beiden GRAIL-Sonden im Mondorbit

Ab dem 7. März 2012 umkreisten zwei am 10. September 2011 gestartete Orbiter der NASA unter der Bezeichnung Gravity Recovery and Interior Laboratory (GRAIL) den Mond, um gemeinsam sein Schwerefeld genauer zu vermessen. Die Mission endete am 17. Dezember 2012, und beide Orbiter schlugen kontrolliert auf der Mondoberfläche ein.
Am 6. September 2013 startete die NASA den Orbiter Lunar Atmosphere and Dust Environment Explorer (LADEE) als erste Mission des neuen Lunar-Quest-Programms, der die Atmosphäre und den Staub des Mondes näher untersuchte. Des Weiteren wurde die Mission genutzt, um einen Laser als neue Kommunikationsmöglichkeit anstelle von Radiowellen zu testen. Die Mission endete am 18. April 2014 nach einmaliger Verlängerung um einen Monat mit dem Aufschlag der Sonde auf der Mondoberfläche.

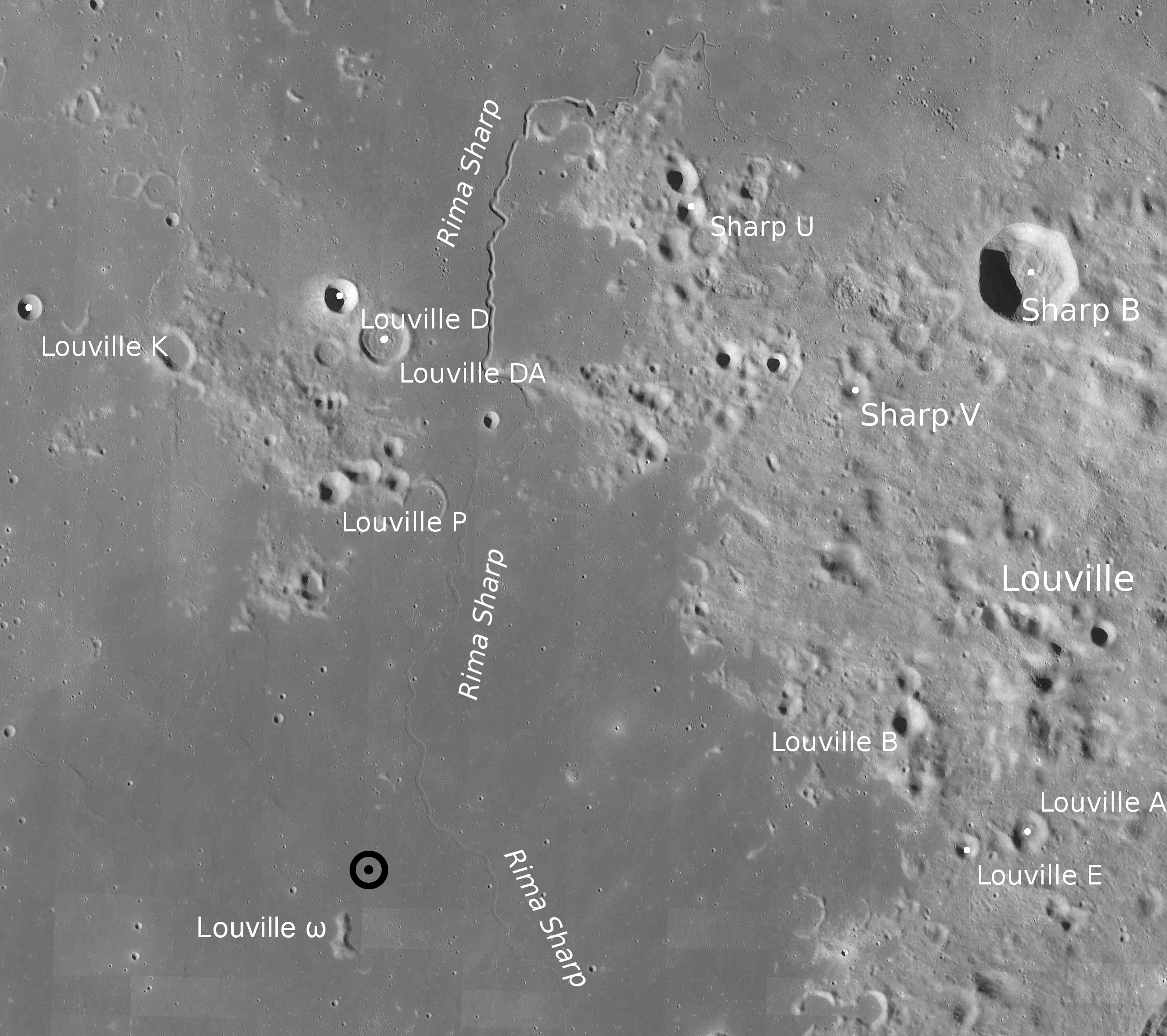
Landestelle von Chang’e 5 nahe dem Massiv Louville ω (gesprochen: Louville Omega) westlich der Mondrille Rima Sharp

Am 14. Dezember 2013 führte die Nationale Raumfahrtbehörde Chinas mit Chang’e 3 ihre erste weiche Mondlandung durch. Die rund 3,7 Tonnen schwere Sonde diente u. a. dem Transport des 140 kg schweren Mondrovers Jadehase, der mit einem Radionuklid-Heizelement ausgestattet war, um während der 14-tägigen Mondnacht nicht einzufrieren. Nachdem mit der Sonde Chang’e 4 am 3. Januar 2019 erstmals in der Geschichte der Raumfahrt eine Landung auf der erdabgewandten Seite des Mondes gelungen war, brachte Chang’e 5 im Dezember 2020 in der Nähe des Mons Rümker auf der Mondvorderseite entnommene Bodenproben im Gesamtgewicht von 1731 g zur Erde zurück.
Zwei Landeversuche im Jahr 2019 mit der israelischen Sonde Beresheet und der indischen Mission Chandrayaan-2 scheiterten, ebenso wie 2023 die private japanische Mission Hakuto-R M1 und Luna 25 von Roskosmos. Dafür gelang jedoch am 23. August 2023 die Landung von Chandrayaan-3, womit Indien das vierte Land wurde, das auf dem Mond landen konnte. Bei der Mission wurde auch ein kleiner Rover ausgesetzt, der für 10 Tage auf der Mondoberfläche aktiv war.
Der am 28. Juni 2022 gestartete NASA-Orbiter Capstone flog auf einer besonders treibstoffsparenden, dafür aber längeren Bahn zum Mond und trat am 13. November 2022 in einen nahezu rechtwinkligen Halo-Orbit ein, welcher ab 2025 für die Raumstation Gateway genutzt werden soll.